# RSS-Editor
Ein RSS-Editor ist ein Computerprogramm, mit dem sich Web-Feeds im RSS-Format offline (d. h. auf dem lokalen Computer) erstellen und bearbeiten lassen. Solche Programme werden auch Desktop-RSS-Editoren genannt. Meistens werden RSS-Feeds automatisch von Content-Management-Systemen (CMS) aus Datenbanken generiert. Eine andere typische Quelle für RSS-Feeds sind Blogs. Es gibt jedoch auch zahlreiche, manuell erstellte RSS-Feeds (meistens mit redaktionellem Inhalt), die offline gepflegt werden. Nach der Bearbeitung oder Erstellung eines solchen Feeds in einem RSS-Editor, wird die Feed-Datei meist per FTP auf den Webserver übertragen. Die meisten RSS-Editoren bieten dazu eine entsprechende, integrierte Funktion.